# Лаупман, Павел Павлович
Павел Павлович Лаупман (1887, Санкт-Петербург — 17 апреля 1957) — советский инженер-гидротехник, один из создателей советской школы гидроэнергетиков и гидротехников, а также ряда гидроэлектростанций СССР.

## Биография
Родился в Санкт-Петербурге в 1887 году.
В 1911 году окончил Петербургский институт инженеров путей сообщения.

С 1920 года работал проектировщиком при переустройстве гидроэлектростанции Воткинского завода, затем начальником технического отдела на строительстве первой в СССР гидроэлектростанции Волховской ГЭС (1922—1927). В период с 1927 по 1932 год был заместителем главного инженера строительства Днепрогэс, где Лаупман фактически координировал все проектные работы, а также курировал закупку оборудования, то есть выполнял функции своего рода начальника штаба Его вклад в создание Днепровской ГЭС был отмечен орденом Ленина.
Впоследствии Лаупман возглавлял техническое бюро Чирчикгэсстроя (1932—1934), а затем был назначен директором института «Гидростройпроект», занимавшегося научными проблемами строительства и рабочим проектированием гидроэнергоузлов. Институтом он руководил с 1934 по 1935 годы вплоть до объединения института (в декабре 1935 года) с трестом «Гидроэлектропроект».
С 1936 года Лаупман работал в Ленинградском отделении объединённого треста «Гидроэнергопроект» в должностях управляющего (1936—1937), главного инженера (1937—1941), а в период с 1941 по 1957 годы — заместителя главного инженера и главного консультанта.
В качестве ведущего специалиста в области гидротехники неоднократно привлекался Правительством СССР к проведению государственных экспертиз по гидротехническим аспектам строительства каналов имени Москвы и Волго-Донского, Куйбышевской и Сталинградской ГЭС. Руководил проектированием Днепровской и Чирчикских ГЭС, Севан-Разданского каскада ГЭС, гидроэлектростанций на Волге, Каме, Ангаре.
Занимался научной работой в области методов расчёта гидротехнических сооружений, проектирования гидроэлектростанций и эксплуатации их гидротехнических конструкций. В 1951 году ему была присвоена учёная степень доктора технических наук. Он также был избран членом-корреспондентом Академии строительства и архитектуры СССР.
Умер 17 апреля 1957 года и был похоронен на Новодевичьем кладбище в Москве.

## Награды и звания
Два ордена Ленина и медали СССР.